# Orcinus meyeri
Orcinus meyeri é uma espécie fóssil do gênero Orcinus [en] (orcas), encontrada em depósitos do Mioceno Inferior no sul da Alemanha, conhecida por dois fragmentos de mandíbula e 18 dentes isolados. Originalmente descrita como Delphinus acutidens em 1859, foi reclassificada em 1873. Sua validade é questionada, podendo ser um sinônimo do antigo cachalote Physeterula dubusi [en]. Foi encontrada na cidade alpina de Stockach, na bacia de Molasse [en], uma área costeira com fortes correntes de maré.

## Taxonomia
Os restos de Orcinus meyeri foram descritos pela primeira vez em 1859 pelo paleontólogo alemão Hermann von Meyer como um golfinho-comum-de-bico-curto ancestral, Delphinus acutidens, com base em dois fragmentos de mandíbula e dentes isolados encontrados perto da cidade de Stockach, no sul da Alemanha. Em 1873, o naturalista alemão Johann Friedrich von Brandt atribuiu o nome de espécie meyeri, considerando "acutidens" impreciso devido às características dos dentes, e colocou-a no mesmo gênero da orca (Orcinus orca), na época chamado Orca, devido à semelhança dos dentes, reclassificando-a como Orca meyeri. Os restos foram então mantidos no Museu Estadual de História Natural de Stuttgart [en]. Em 1898, o biólogo marinho suíço Théophile Rudolphe Studer [en] afirmou que O. meyeri era um sinônimo subjetivo de Delphinus acutidens, e há debate sobre a validade do primeiro. Em 1904, o zoólogo francês Édouard Louis Trouessart substituiu Orca por Orcinus e descreveu a baleia como Orcinus meyeri. Em 1905, o paleobiólogo austríaco Othenio Abel considerou D. acutidens sinônimo do cachalote Physeterula dubusi, mas não tinha certeza se O. meyeri também era sinônimo.

## Descrição
O maior dos fragmentos de mandíbula media 26,2 cm de comprimento e 8 cm de altura. Foram encontrados 18 dentes isolados, variando de 5 a 6 cm de altura e 1,8 a 2 cm de largura na base. Em comparação, a orca moderna tem dentes com cerca de 10 a 13 cm de altura e 2,5 cm de diâmetro. Em vida, o animal provavelmente tinha 48 dentes cônicos no total, enquanto a orca moderna (O. orca) possui de 40 a 56. Os dentes de O. meyeri distinguem-se dos da orca moderna por apresentarem dois sulcos verticais que se originam na ponta.

## Paleoecologia
A linhagem Orcinus, como muitas outras linhagens marinhas de predadores, pode ter evoluído pescando progressivamente presas maiores ao longo da cadeia alimentar, com orcas do Plioceno capazes de caçar peixes grandes e a orca moderna capaz de caçar grandes baleias.
Stockach está situada na bacia de Molasse, datada do Mioceno Inferior, e esteve submersa no Mar Ocidental de Paratethys. A bacia representa águas costeiras com fortes correntes de maré, com uma profundidade média inferior a 50 m. A Europa Central, naquela época, provavelmente representava uma área de afloramento ao longo de uma plataforma continental, que atraía uma variedade de vida marinha, incluindo peixes em cardumes. A terra provavelmente era dominada por pântanos próximos à costa que desaguavam no mar, e a área abrigava castores antigos, ouriços, várias espécies de tartarugas fluviais e outros animais semiaquáticos. O mar recuou gradualmente para o sul, e a conexão com o oceano foi fechada há cerca de 17 milhões de anos atrás, transformando a área em um sistema de lagos de água salobra e doce.